# Mang Cuo
Mang Cuo (kinesiska: 芒错) är en sjö i Kina. Den ligger i den autonoma regionen Tibet, i den sydvästra delen av landet, omkring 1 100 kilometer nordväst om regionhuvudstaden Lhasa. Mang Cuo ligger 5 021 meter över havet. Arean är 11,6 kvadratkilometer. Trakten runt Mang Cuo är ofruktbar med lite eller ingen växtlighet. Den sträcker sig 4,5 kilometer i nord-sydlig riktning, och 3,9 kilometer i öst-västlig riktning.
Genomsnittlig årsnederbörd är 264 millimeter. Den regnigaste månaden är augusti, med i genomsnitt 79 mm nederbörd, och den torraste är november, med 1 mm nederbörd.